# Gräberfeld von Högom

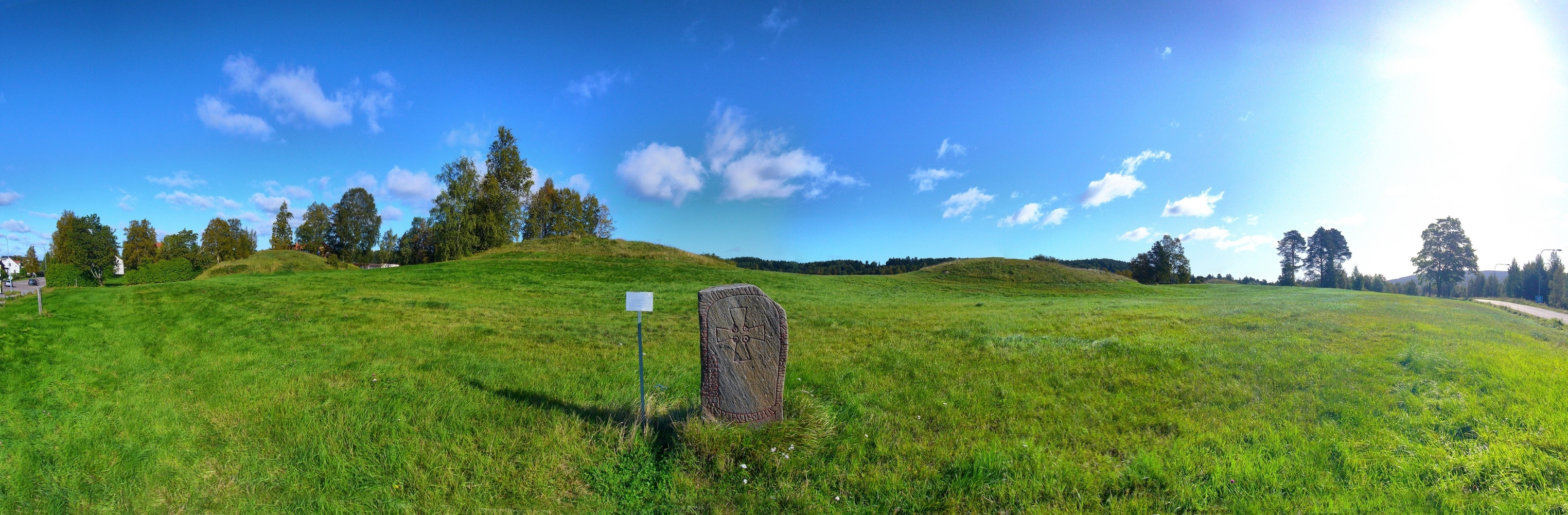
Panorama

Das vorgeschichtliche Gräberfeld von Högom ist das größte Gräberfeld in der historischen Provinz Norrland in Schweden. Es liegt in einem Vorort etwa 2,0 km westlich des Stadtzentrums von Sundsvall. Das Gräberfeld von Högom bestand aus mindestens 16 Grabhügeln, von denen fünf bereits zerstört und sieben weitere verhältnismäßig klein sind. Entstanden ist es zwischen 400 und 550 n. Chr.
Großhügel mit einem Durchmesser von mehr als 30,0 Metern heißen in Schweden oft Kungshögen (deutsch „Königshügel“ - Sättuna Kungshög; Kungshögen Högsäter und Nysäter; Kungshögen Höllviken und die Kungshögarna von Malmö-Oxie). Sie sind vorzugsweise um den Mälaren anzutreffen, einige Beispiele finden sich auch in anderen Landschaften. Die Großhügel stammen oft aus der jüngeren Eisenzeit. Einige der größten sind: Anundshög in Västmanland, Grönehög in Bohuslän, Inglinge hög in Småland, Kung Ranes hög in Västergötland, Ledbergs kulle in Östergötland, Randens hög in Halland, Ottarshögen in Uppland, Skalunda hög in Västergötland, Ströbo hög in Västmanland und die drei Hügel in Alt-Uppsala in Uppland. 
Von den vier unzerstörten großen Hügelgräbern waren drei im Lauf der Zeit geplündert worden. Im vierten fand man jedoch die intakte Begräbnisstätte einer hochgestellten Persönlichkeit (storman), des so genannten „Häuptlings von Högom“. Der Tote lag in einer fünf mal zwei Meter großen Kammer inmitten des Hügels. Diese Kammer war aus Balken errichtet worden und mit Felsblöcken abgedeckt. Der Tote war in einem Holzsarg beigesetzt worden. In der Kammer fand man zahlreiche Grabbeigaben, darunter Schwert, Schild, Lanze und andere Waffen. Auch ein Pferdegeschirr, Werkzeuge, Gefäße und Schmuckstücke aus Keramik und Glas begleiteten den Häuptling auf seiner Totenreise.

Gräberfeld von Högom
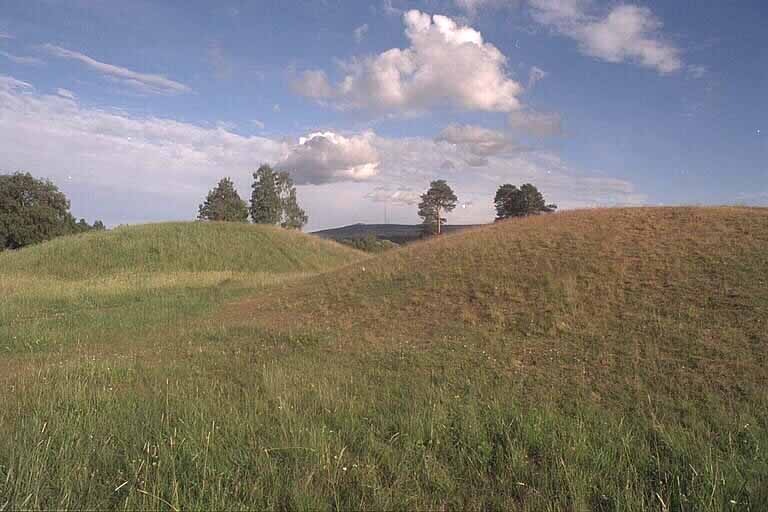
Grabhügel
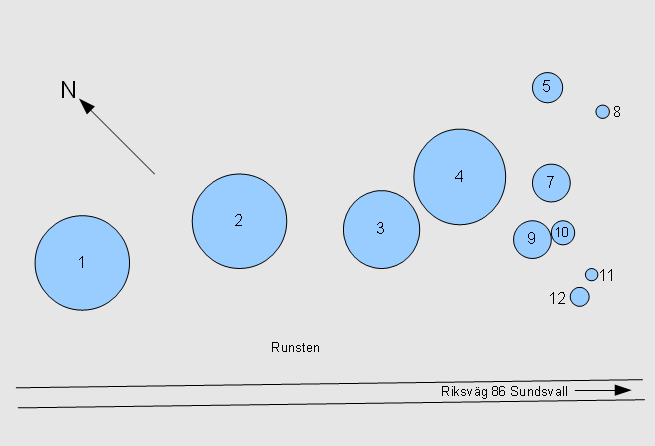
Übersicht über das Gräberfeld
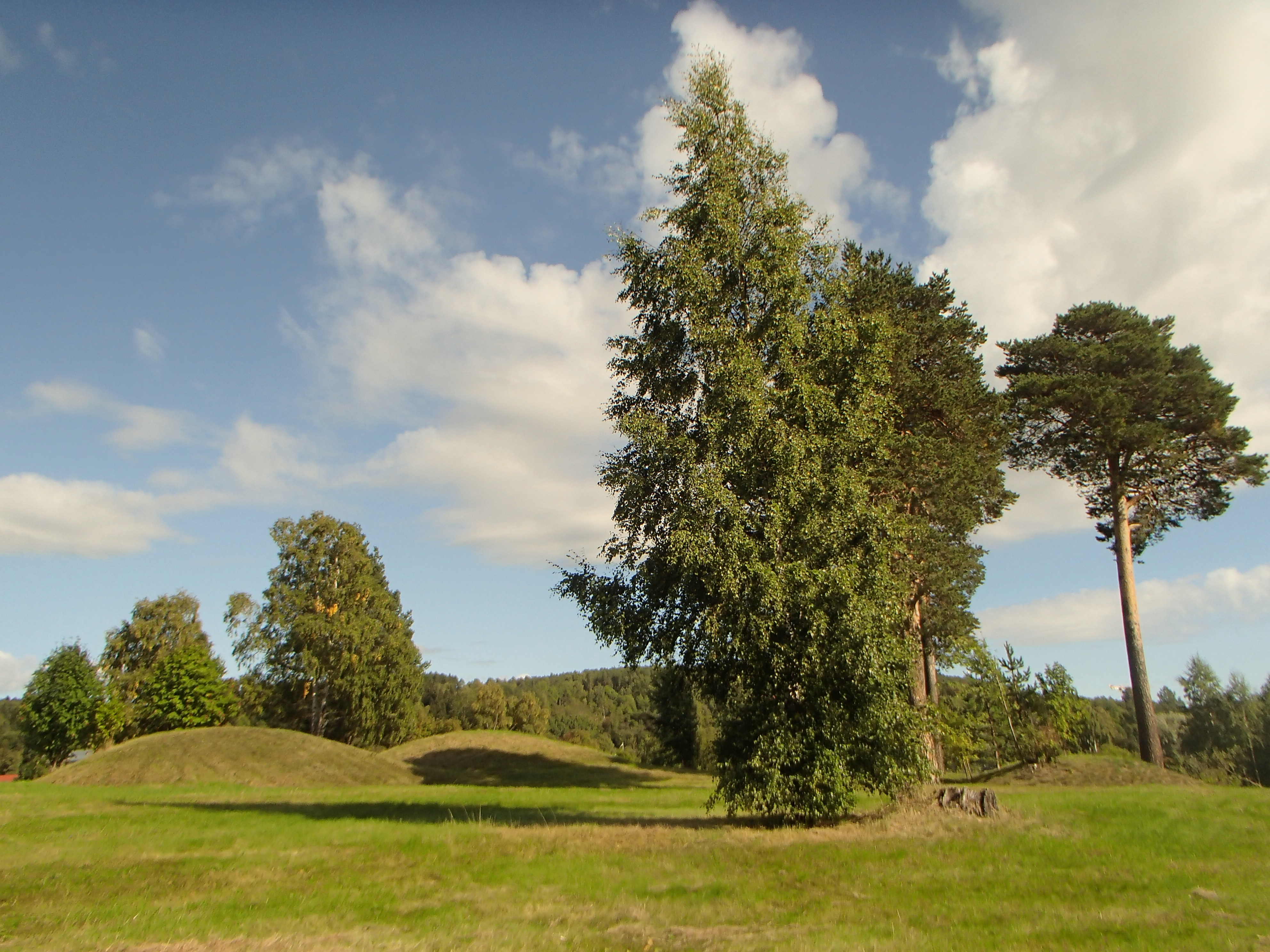
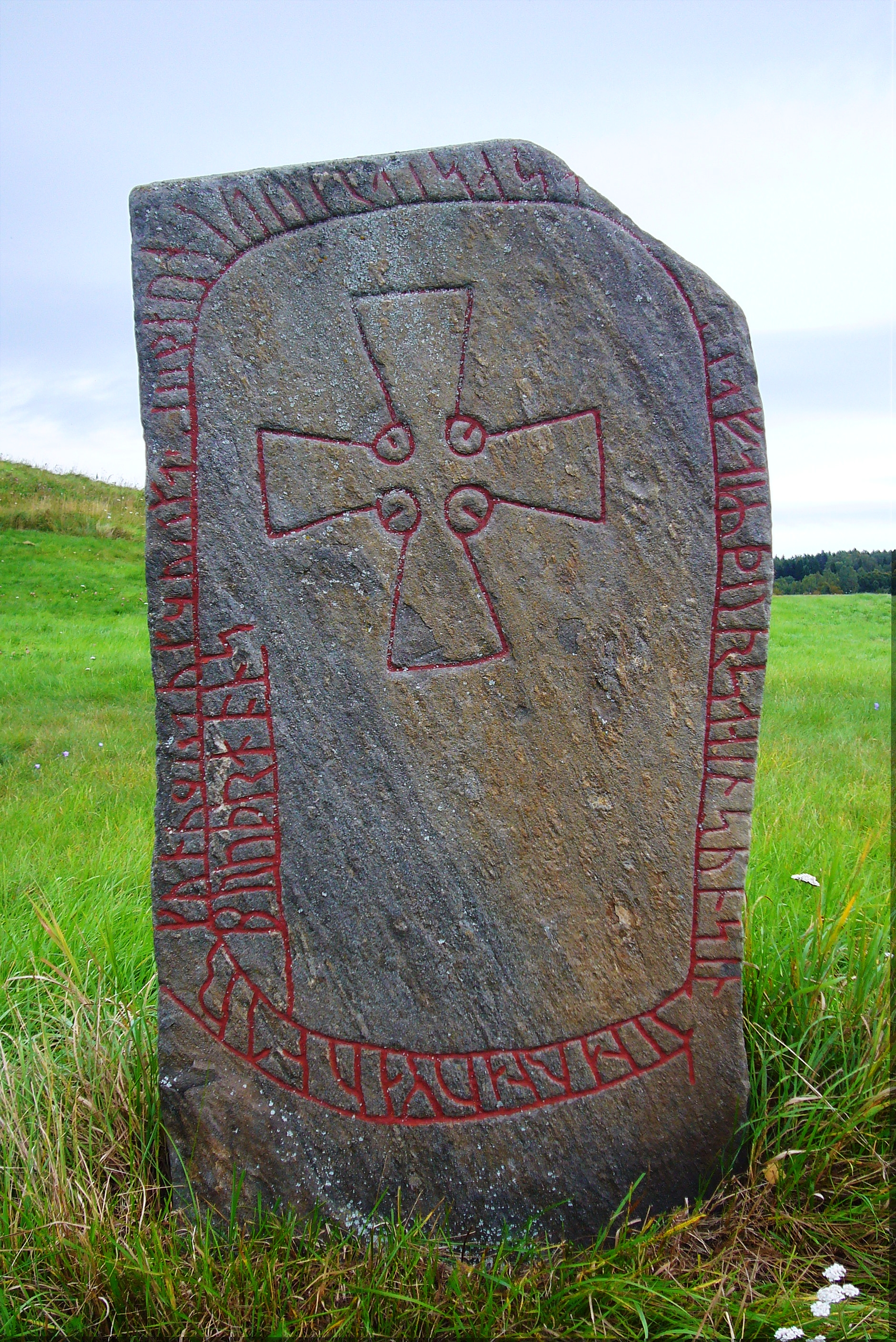
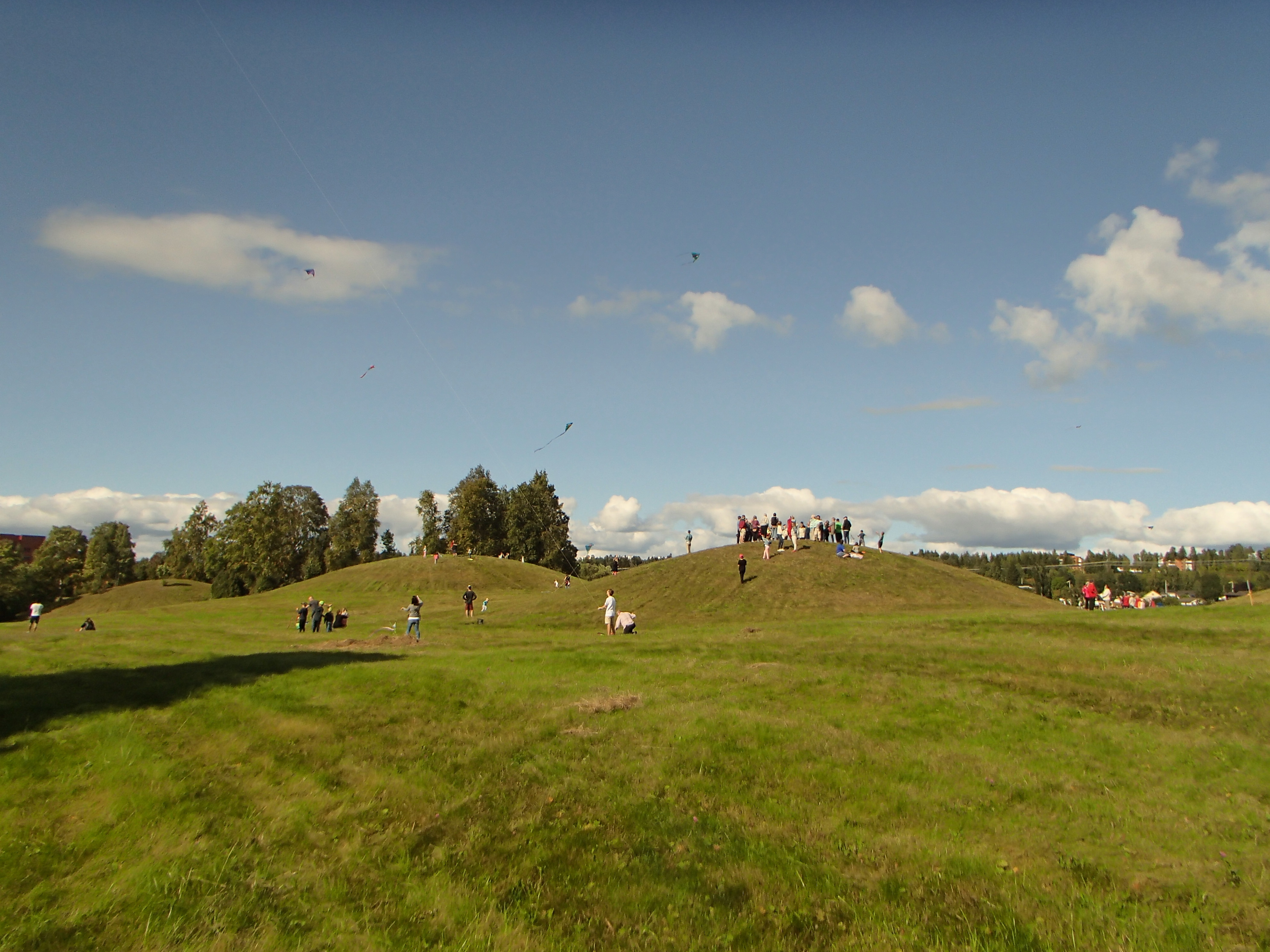

Auf dem Gräberfeld von Högom existiert noch ein Runenstein, der um das Jahr 1000 aufgestellt wurde und dessen Inschrift eine der in dieser Zeit typischen Widmungen enthält. Unter einigen Hügeln wurden Spuren von Häusern entdeckt.